# Hirschau Keramik
Hirschau Keramik war eine Steingutmanufaktur, die in der Zeit von 1826 bis 1958 in Hirschau in der Oberpfalz bestand.

## Geschichte

### Die Ära Dorfner

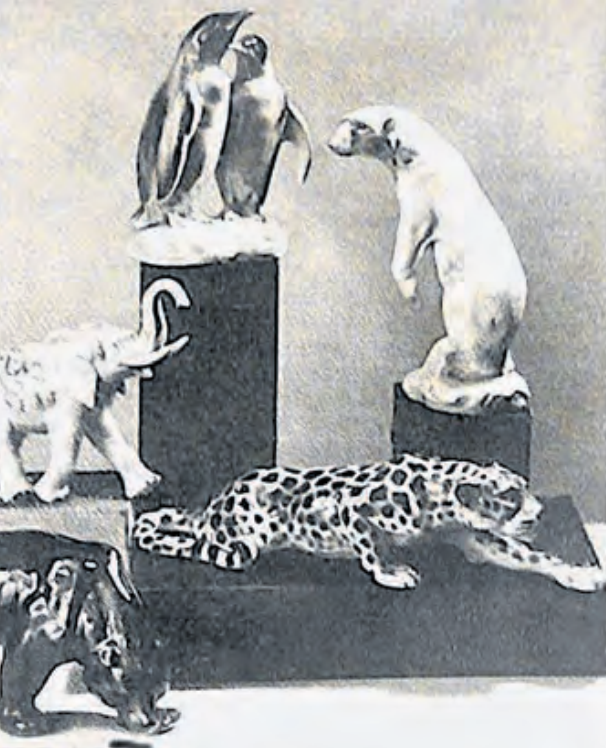
Tiersortiment aus Hirschauer Steingutproduktion, 1930

Mit dem Einzug der Industrialisierung in die Region kam es auch zur Gründung der Hirschauer Steingutfabrik. 1826 erteilte die Regierung des Regenkreises die Konzession für den Betrieb einer Steingutfabrik, die Heinrich Waffler aus Regensburg und die Brüder Martin und Färbermeister Josef Konstantin Dorfner erbauten. Zugezogene, oft evangelische Arbeitskräfte ließen die Einwohnerzahl Hirschaus im Laufe des 19. Jahrhunderts ansteigen; viele siedelten sich auch außerhalb der Stadtmauern an.
1833 schied Martin Dorfner aus dem Unternehmen aus. Er war zu 25 Prozent beteiligt.
Die Situation der ersten Jahre der Hirschau Keramik sind in einem Schreiben des Ersten Magistratrats Nißl an das Landgericht Amberg aus dem Jahr 1836 dokumentiert:

„Die hiesige Steingutfabrik entstand im Jahre 1826. Anlaß hierzu gaben Josef Dietrich Mayer aus Münden im Königreich Hannover und Heinrich Waffler aus Regensburg, vorzüglich Mayer, ohne welchen nichts hätte zustandegebracht werden können, mit welchen dann die Gebrüder Carl Martin und Josef Dorfner in einen Assoziation-Vertrag traten.
Meyer leitete durch seine vieljährige Erfahrung und Kenntnisse, die er sich durch Bereisung fast aller Fabriken in Norddeutschland, Böhmen, Mähren, Schlesien, Bayern als Werkführer sammelte, ja selbst einige große Fabriken in Böhmen angegangen war, den ganzen Bau des Fabrikgebäudes, vorzüglich die Brennöfen unter tätigster Mitwirkung des Fabrikvorstandes Carl Martin und seines Bruders Josef Dorfner, welche beide als unternehmende, vermögliche Männer bekannt, hiezu alle erforderlichen pekuniären Mittel, alle Fuhren mit ihrer zahlreichen Menat sowie alles Bauholz lieferten, da die günstige Lage von Hirschau wegen der Nähe des zu Ehenfeld unerschöpflich reichen und ebenso guten Tonvorrats, woraus die beiden Fabriken zu Bayreuth und Amberg schon früher und bis jetzt kontinuierlich fort zum Betrieb versehen werden, einerseites, dann wegen des in der ganzen Gegend befindlichen nachhaltigen Waldbestandes sowie der zum Betrieb unentbehrlichen feinen und großen Sandmassen andererseits die ersprießlichste Aussicht für die Zukunft gewähren.
Was jedoch diesem kühnen und kostspieligen Unternehmen die Krone aufsetzte, ist das Arcanum (Fabrikationsgeheimnis) der Glasurmischung und die Kunst, dem Fabrikate eine besonders empfehlende Weiße zu geben, die das hiesige Geschirr vor jedem anderen in- und ausländischen Fabrikate auszeichnet und die hiesige Fabrik über jede andere erhebt. Dieses Geheimnis und die Kunst besitzt auch nur Meyer allein, weshalb er die Seele und Schöpfer der Fabrik genannt werden kann.“

1890 wurde die Steingutfabrik Dorfner & Co. infolge Uneinigkeit in der Familie per Gerichtsbeschluss aufgelöst. 1894 steigerten Ernst Dorfner, Vitus Dorfner und die Erben von Karl Michael Dorfner die Fabrik.
Ernst Dorfner leitete die unter Dorfner & Co. firmierende Manufaktur über 50 Jahre. Unter den Erzeugnissen der Manufaktur befanden sich neben Gebrauchsgeschirr vor allem Vasen, Blumentöpfe und Wandteller mit Reliefs. Zu der „alten“ Fabrik kam 1894 die an anderer Stelle im Ort von Hermann  und Florian Dorfner – den Söhnen Josef Konstantin Dorfners – errichtete „neue“ Steingutfabrik hinzu; beide erwarben 1913 auch die Firma Dorfner & Co.

### Die Carstens-Periode
Mit dem vermehrten Angebot von Porzellan war die Steingutmanufaktur in Hirschau gegen Ende des 19. Jahrhunderts rückläufig, daher veräußerte die Firma Gebrüder Dorfner Steingutfabrik, sowie Kaolin Dampfschlämmerei beide Fabriken 1918 an die C. & E. Carstens KG und konzentrierte sich auf die Gewinnung und Raffination des in Hirschau vorkommenden Kaolins. Die „alte“ Fabrik wurde noch im gleichen Jahr geschlossen.
Nach 1918 verringerte sich die Produktion deutlich. Die Hirschauer Steingutfabriken С. & E. Carstens beschäftigten in den 1920er Jahren 250 Arbeiter und betrieben vier Rund- und zwei Muffelöfen. Obwohl sich die Konjunktur in Deutschland zwischen 1925 und 1929 erholte, setzt sich in Hirschau der Niedergangs der Steingutfabrik fort. Im Juli 1926 musste die Steingutfabrik 150 Entlassungen ankündigen und die meisten auch durchführen.
Der Hamburger Künstler Siegfried Möller prägte zwischen 1923 und 1926 die Farb- und Formgebung des Geschirrs aus der Hirschauer Steingutfabrik. Die Industriedesignerin Eva Zeisel entwarf ab 1930 für die Hirschauer Keramik Geschirr im Stil des Bauhauses, ihr wird das Speiseservice „Nürnberg“ zugeschrieben. Andere Künstler wie Helene „Mau“ Fischer (1930) und Maria Piffl (1930/31) steuerten ihre Formgestaltung bei. Um 1930 versuchte die Manufaktur eine Variation ihrer Produktpalette und bot etwa 20 Tierplastiken an, darunter Adler, Birkhahn, Hase, Katze, Mops und andere.
Seit 1929 gehörten die Hirschauer Werke zur Christian Carstens KG. Ab 1930 verschlechterte sich die wirtschaftliche Lage weiter, sodass die Steingutfabrik 1931 den Betrieb vorübergehend still legen musste und danach nur mehr unregelmäßig weiterarbeitete.

### Übernahme durch Alois Lukscha und Konkurs
Alois Luschka übernahm 1938 die Manufaktur und betrieb sie bis 1958 als Hirschau Keramik GmbH. Am 6. Dezember 1956 musste Alois Luckscha, seit 1938 Geschäftsführer der Hirschau Keramik GmbH, Konkurs anmelden.
Obwohl sich die Besitzverhältnisse oft änderten, blieb die Marke HK gleich. Daher ist eine Zuordnung der Keramiken meist nur über den Produktionszeitraum möglich.

## Ausstellungen
In der Alten Mälzerei von Hirschau befindet sich eine permanente Ausstellung mit etwa 800 Exponaten zu Hirschau Keramik.